# Karin Ontiveros
Karin Cecilia Ontiveros Meza (n. 5 de febrero de 1988, Amatitán, Jalisco, México) es una modelo y exreina de belleza mexicana ganadora del concurso Nuestra Belleza México 2010. Representó a México en el concurso Miss Universo 2011.

## Biografía
Es hija del Doctor J. Raúl Andres Ontiveros y Cecilia Meza, sus hermanos Raul y Jhonatan Ontiveros Meza. Estudió en el Centro Universitario de Arte Arquitectura y Diseño (CUAAD) de Guadalajara la licenciatura diseño industrial.
En 2010 ganó Nuestra Belleza Jalisco dándole la posibilidad de representar al estado de Jalisco en el evento Versión del 2010 de Nuestra Belleza México, ganando a Cynthia de la Vega (Miss Mundo México—poco después fue derrocada).
El 12 de septiembre de 2011 se realizó el concurso de Miss Universo 2011 llevado a cabo en São Paulo y que tuvo como ganadora a la angoleña Leila Lopes.
En 2015 contrajo matrimonio con el empresario Álvaro Aguilar Rodríguez. Actualmente residen en Guadalajara, Jalisco.

## Reina de belleza
Como Nuestra Belleza México 2010 viajó a muchos lugares, comenzando una buena preparación ya que su predecesora de reinado Ximena Navarrete (Miss Jalisco y Miss México) había ganado la pasada versión de Miss Universo.

### Miss Universo 2011
Tras ser favorita en diversas encuestas y foros para ganar la competencia de Miss Universo 2011. La jalisciense no clasificó en la primera ronda de semifinalistas, lo cual ocasionó severas críticas a la organización de Nuestra Belleza México.

## Medios de comunicación
Ontiveros anunció a través de su cuenta de Twitter que será la portadora del Heraldo de México en los próximos Juegos Panamericanos de Guadalajara 2011.
Además, la bella Miss México participó de los festejos por el Día de la Independencia, e incluso pudo conocer personalmente al presidente Felipe Calderón.
De 2013 a 2014 formó parte de ESPN Latinoamérica como presentadora y modelo, principalmente en el programa matutino Toque Inicial.